# Metepec, Mexiko
Metepec är en kommun i Mexiko bildad den 7 februari 1848. Den ligger i delstaten Mexiko, i den centrala delen av landet, strax ost Toluca de Lerdo i Tolucadalen. Huvudorten i kommunen heter också Metepec. Kommunen ingår i Tolucas storstadsområde och hade 242 307 invånare år 2020, en ökning med 13,1 procent från de 214 162 invånare som rapporterades vid folkmätningen 2010. Kommunens befolkning har ökat med 52,86 procent sedan 1990. Kommunens area är 67,52 kvadratkilometer.